# Bob Mortimer
Robert Renwick Mortimer (født 23. maj 1959) er en engelsk komiker, podcastvært og skuespiller. Han er kendt for sit samarbejde med Vic Reeves som en del af deres Vic and Bob komiker-duo, og for serien Mortimer & Whitehouse: Gone Fishing med komikeren Paul Whitehouse. Han har også deltaget i panelshows som Would I Lie to You? og Taskmaster.